# Vlas (gewas)
Vlas (Linum usitatissimum) is een plant uit de vlasfamilie (Linaceae). Het is een gewas dat al lang verbouwd wordt. Er zijn blauwbloeiende en witbloeiende rassen. Daarnaast zijn er rassen met bruine zaden en rassen met gele zaden. De zaden van het vlas (lijnzaad) zijn ongeveer 5 mm lang. De rassen kunnen naar gebruik als volgt worden ingedeeld:
- Vezelvlas: voor linnen, al meer dan zesduizend jaar geteeld
- Olievlas: voor lijnzaadolie

Planten van olievlas zijn korter en meer vertakt dan die van vezelvlas en worden verbouwd voor de zaden waar olie uit gewonnen wordt.
In de Dzoedzoeanagrot in Georgië werden de vroegste bekende geverfde vlasvezels gevonden, die werden gedateerd op 36.000 BP.

## Teelt
In Europa is de vezelvlasteelt voor linnen geconcentreerd in België en Noord-Frankrijk. In Normandië wordt Doudeville capitale du lin genoemd. In Nederland is Zeeuws-Vlaanderen, en was vroeger ook Noord-Groningen, een belangrijk teeltcentrum. In Vlaanderen was Kortrijk lang een centrum van vlasteelt en nijverheid. De vlasteelt binnen deze drie productielanden is in het laatste kwart van de twintigste eeuw bijna verdriedubbeld en omvat ruim 100.000 hectare. Meer dan 70 % van het eindproduct linnen wordt tot kleding verwerkt. Het spinnen van linnen gebeurt in lagelonenlanden, in hoofdzaak in China. Vlasvezel uit West-Europa wordt gebruikt vanwege de hoge kwaliteit er van. De expansie van de productie van vezelvlas heeft bijna geheel op Franse bodem plaatsgevonden, van 25.000 naar 75.000 ha, mede door ontwikkeling van eigen Franse vlasrassen. De tijd dat Nederland toonaangevend was als exporteur van zaaizaad is voorbij. Dit is er mede de oorzaak van dat het vlasareaal daar niet explosief is gestegen.

### Vezelvlas
Vezelvlas wordt geteeld om de vezel. De vezel bestaat uit een bundel van cellen, waarvan de celwanden verdikt zijn met cellulose. Om de vezelbundel zitten gelignificeerde cellen, de houtpijp.
Belangrijk is dat de plant tussen de 80 en 120 cm lang is, maar desondanks niet legert en pas zo hoog mogelijk vertakt. Vlas wordt in de eerste helft van april gezaaid. Het bloeit in juni en wordt geoogst in de tweede helft van juli.
De vlasplant wordt met wortel en al uit de grond getrokken om een zo lang mogelijke vezel te behouden. Vroeger gebeurde dit met de hand en werd het vlas in schoven gezet. Dit gaf het typische beeld van de "vlaskapelletjes": kleine bosjes drogend vlas. Tegenwoordig gebeurt het trekken meestal machinaal en wordt het vlas plat op de grond gelegd, een bewerking die in het jargon slijten wordt genoemd.
Dat het vlas niet onmiddellijk van het veld wordt verwijderd heeft te maken met het roten. Door dit proces wordt de pectine die het lint bindt aan de vezel verwijderd. Dit heet dauwroten. Het vlas wordt dus terug plat op de akker gelegd en moet gekeerd worden, om een egale roting te verkrijgen. Ook hiervoor zijn er aparte machines ter beschikking. Tijdens het zogenaamde keren kan het vlas ook ontzaad worden. Dit is het keerrepelen, waarbij de zaadbollen enkele dagen later bij het keren verwijderd worden. Bij het trekrepelen wordt tegelijkertijd het stro van de zaadbollen ontdaan. Het trekken geeft het al of niet ongerepelde vlas.

#### Bewerkingen

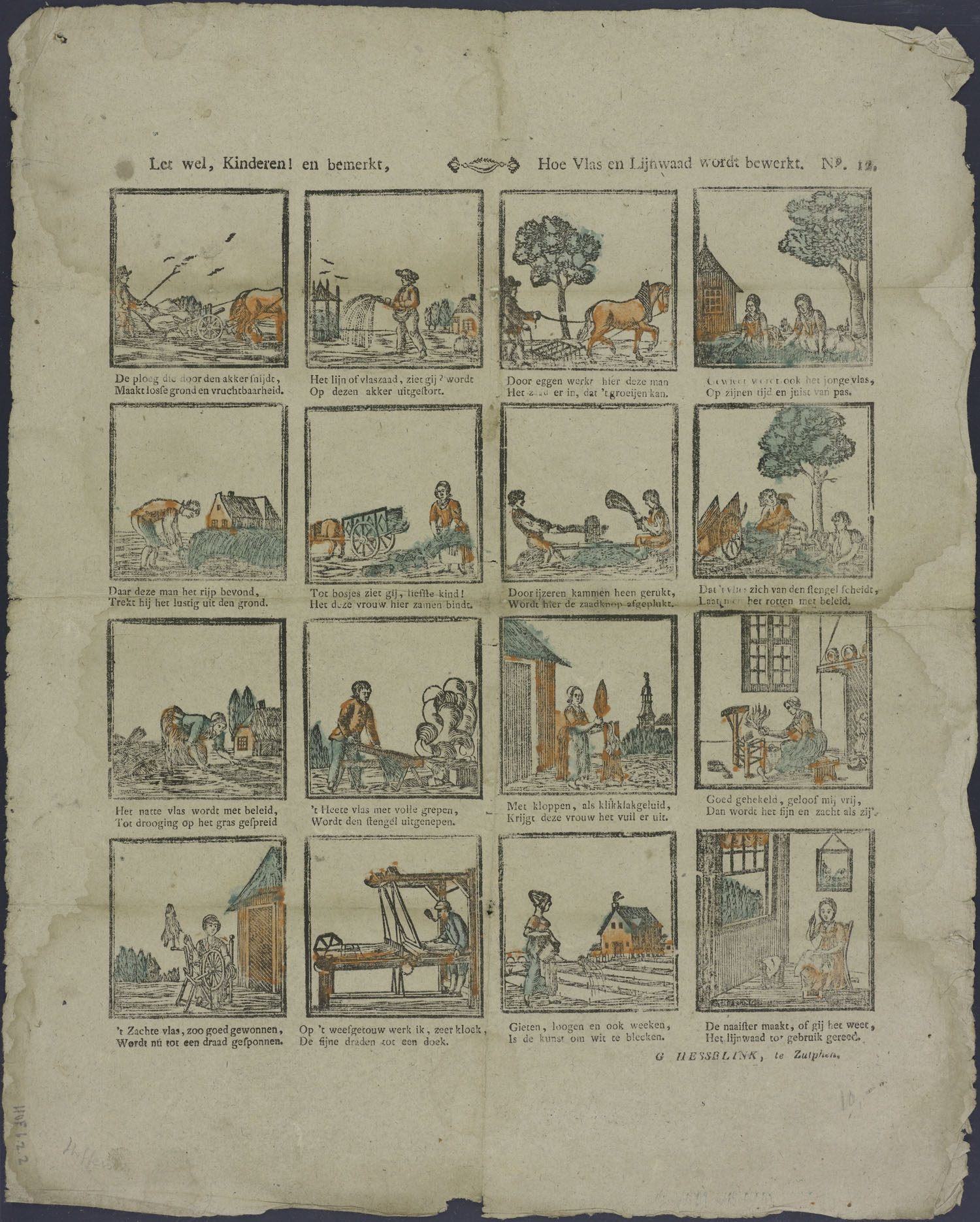
Het bewerken van vlas en linnen op een centsprent (ca. 1830): ploegen, vlaszaad zaaien, eggen, wieden, oogsten (uittrekken), tot bosjes binden, met ijzeren kammen de zaadknoppen eraf halen, stengels laten rotten, drogen van het vlas, verhitten en uit de stengels knijpen, het vuil er uit kloppen, hekelen om het zacht te maken, spinnen, weven, bleken en naaien van het linnen.

In de oude situatie werd het vlas niet op het veld gedauwroot. Het ongerepelde vlas werd opgeslagen in grote vlasschuren. Daarna werd het gerepeld. Bij het repelen wordt de zaadbol van de stengel verwijderd. Voor het verwijderen van de bast moet het vlas daarna geroot worden. Vroeger gebeurde dat in de rivier (daarom werd in België de Leie de "gouden rivier" genoemd). In Nederland gebeurde dit onder andere in de Binnenmaas in de Hoeksche Waard en de Waal, een dode rivierarm die door en langs de dorpen Heerjansdam en Rijsoord loopt. Ook vennen, waarvan sommigen nog steeds 'Rootven' genoemd worden, werden voor dit doel gebruikt. Later werd het rootproces ook uitgevoerd in grote betonnen bakken met meestal een inhoud van 100 kubieke meter. Daarin werd het vlas 100 uur in water van 37,8 °C (100 graden Fahrenheit) ondergedompeld. In dorpen zoals 's-Gravendeel en Rijsoord stonden drie van deze bakken. Dit proces leverde de mooiste kwaliteit linnen op. De vlaswerkers hadden echter nogal eens te kampen met vlaskoorts, veroorzaakt door de boterzuurbacterie die bij het roten vrijkwam. Sinds 1968 is deze wijze van werken snel teruggelopen door de concurrentie uit onder andere Rusland.
Tegenwoordig gebeurt het roten op het veld (dauwroten). Door het gerote vlas op machinale wijze te brakelen en te zwingelen (hout uit de vezel verwijderen) komt de zachte vezel vrij (lange vezel). Het overschot noemt men klodde. Deze worden dan voor verdere verwerking geperst in balen. De stukjes kern (houtpijp) worden scheven genoemd. Deze scheven worden (als toevoeging) gebruikt in meubelplaten, bouwplaten en isolatiemateriaal. Bij het zuiveren van de scheven komt nog wat vlasvezel vrij (korte vezel) dat samen met lompen wordt vermalen tot grondstof voor de papierfabricage. Hier wordt oud-Hollands papier, bankpapier of sigarettenpapier van gemaakt. Ook kan het verwerkt worden in isolatiemateriaal en producten voor vormdelen in auto's. Er komen steeds nieuwe toepassingen bij, zoals de hybride vlasvezel-carbonfiets of hechtdraad in de chirurgie.

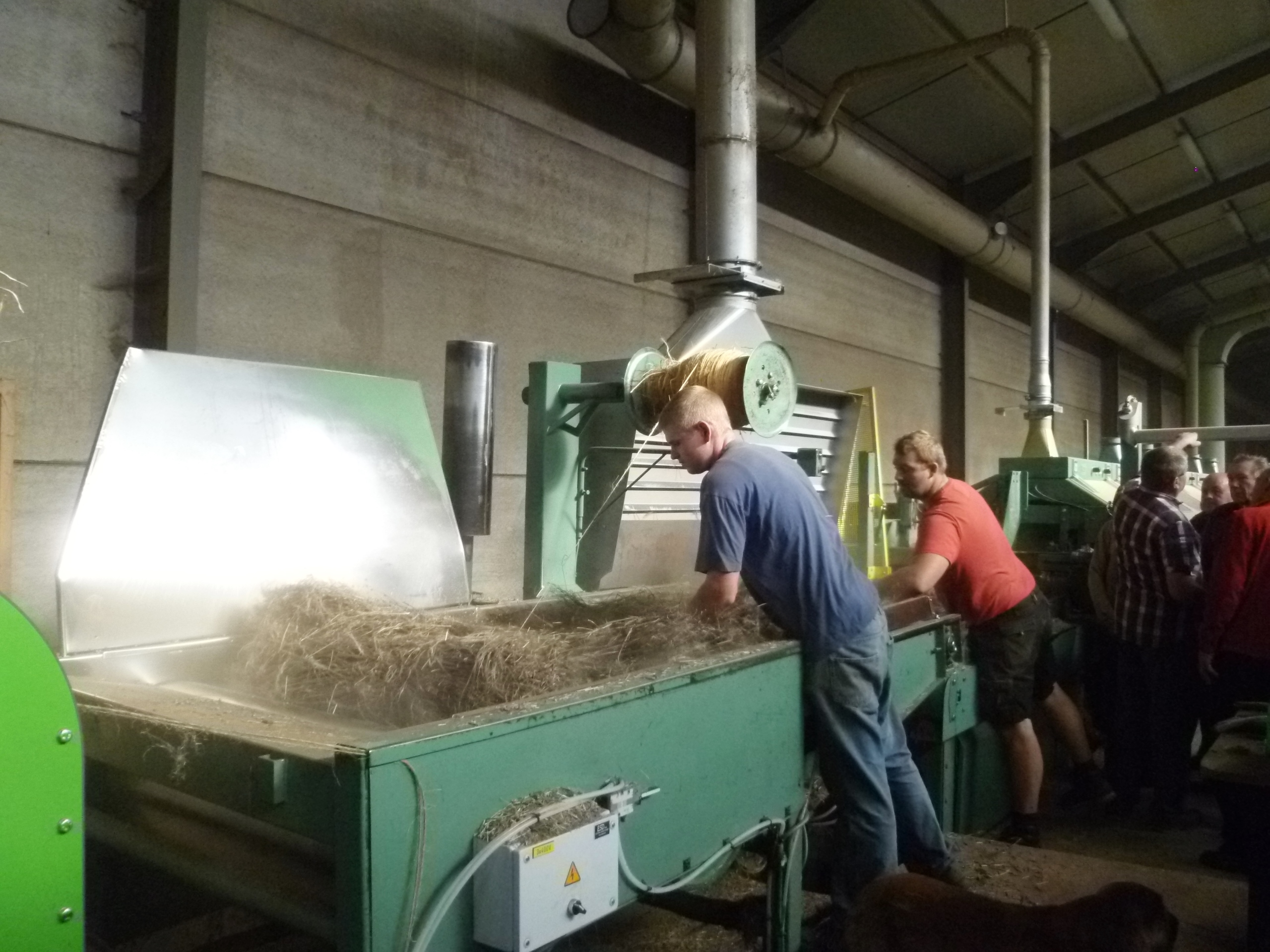
Het invoeren van geroot vlas in de zwingelmachine

Na het zwingelen wordt gehekeld. Met de hekel worden de vezels ontdaan van verontreinigen en gekamd tot een lange gladde bundel. De lange vlasvezels worden gekaard en gekamd om ze geschikt te maken voor het spinnen van fijne garens. Het vlasgaren wordt geweven tot doek en na bleking geeft dit het gebleekte linnen. De hekelsnuit, de kamresten en de andere korte vezels worden gekaard waarbij alle vezels in dezelfde richting komen te liggen en gesponnen tot lokkengaren, grove draden (vlastouw, werk of etoupe). De korte vezels, hede genaamd, worden ook gebruikt voor de productie van touw dat door twijnen of slaan verkregen wordt.
Op de vlasplant zitten evenveel korte als lange vezels, die tegenwoordig ook droog gesponnen tot middelmatig fijne garens kunnen worden verwerkt of door middel van cotonisatie (verder ontbinden van de vezels door chemicaliën) of versnijden op katoenmachines goedkoop kunnen worden gesponnen.
De fijnste lange vezels worden op natspinmachines (de lont loopt hier via warm water) tot uiterst fijne garens gesponnen die door het gebruikte water zoveel cohesie hebben gekregen, dat ze weinig uitstekende vezels hebben en meteen geschikt zijn om als ketting te worden gebruikt (zonder eerst gelijmd (gesterkt) te worden). Dit maakte het vlasgaren lang een ideaal kettinggaren tegenover katoen, dat in enkeldraads steeds gesterkt moet worden.
Tot in de achttiende eeuw was de vlasvezel in Europa naast wol de belangrijkste grondstof voor textiel, maar in de negentiende eeuw is hij als zodanig verdrongen door katoen. De teelt kan zich nu alleen nog staande houden met behulp van subsidies.
In de musea het Vlasschuurken (Koewacht, Nederland) en Texture (Kortrijk, België) kan men verwerking van vlas van nabij volgen.

## Ziekten en beschadigingen
Een ruime vruchtwisseling van 1 op 7 jaar moet veel ziekten bij vlas voorkomen. Vlasbrand (Pythium megalacanthum) bijvoorbeeld tast de planten aan vanuit de grond.

## Symboliek
In Vlaanderen kende tijdens de belle époque en het interbellum de vlasnijverheid een grote bloei. Vlas was ook een geliefkoosd thema voor streekschilders, dichters en auteurs.
Vlas is een embleem van Noord-Ierland. Het verscheen op de achterkant van de muntjes van één Britse pond om Noord-Ierland te vertegenwoordigen op munten geslagen in 1986, 1991 en 2014.
Vlas is de nationale bloem van Wit-Rusland.
In eerdere versies van het sprookje van Doornroosje, prikte de prinses haar vinger, niet op een spinnenwiel, maar op een strookje vlas.

## Fotogalerij

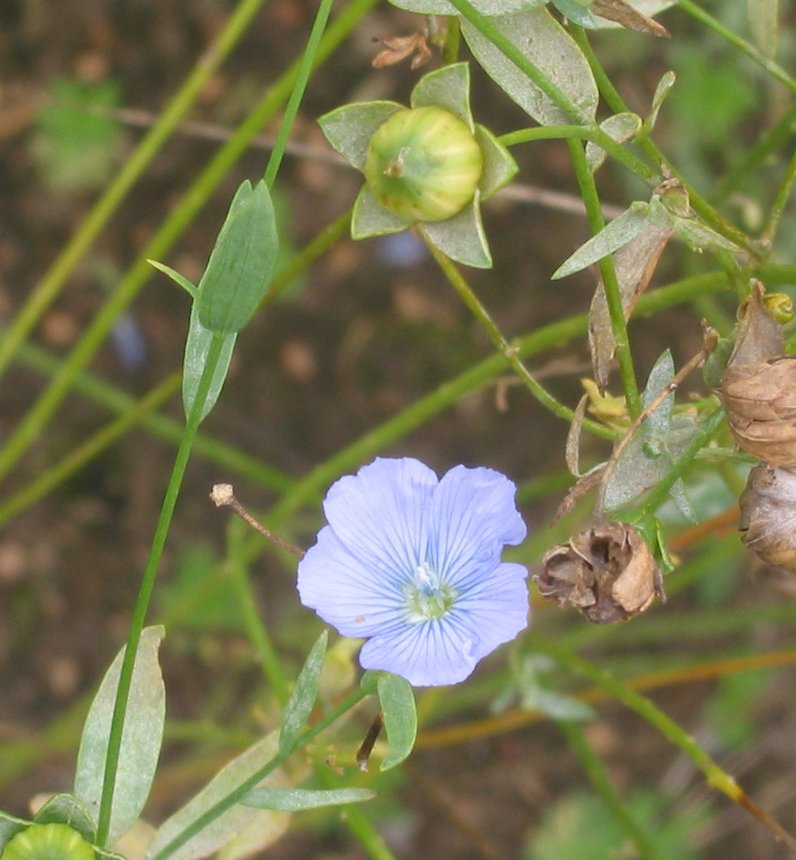
Bloem en zaadbol
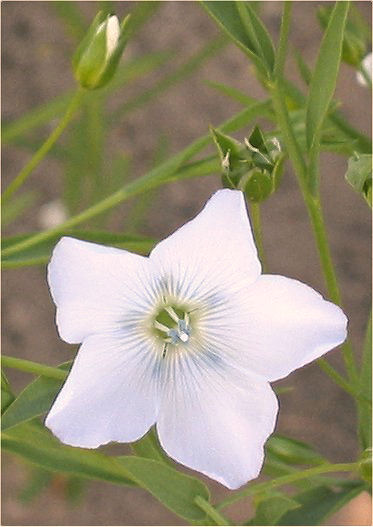
Witbloeiend vlas
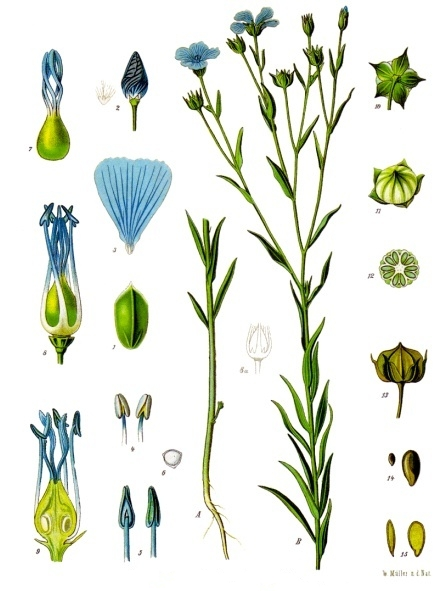
vormen van bloem en zaadbol
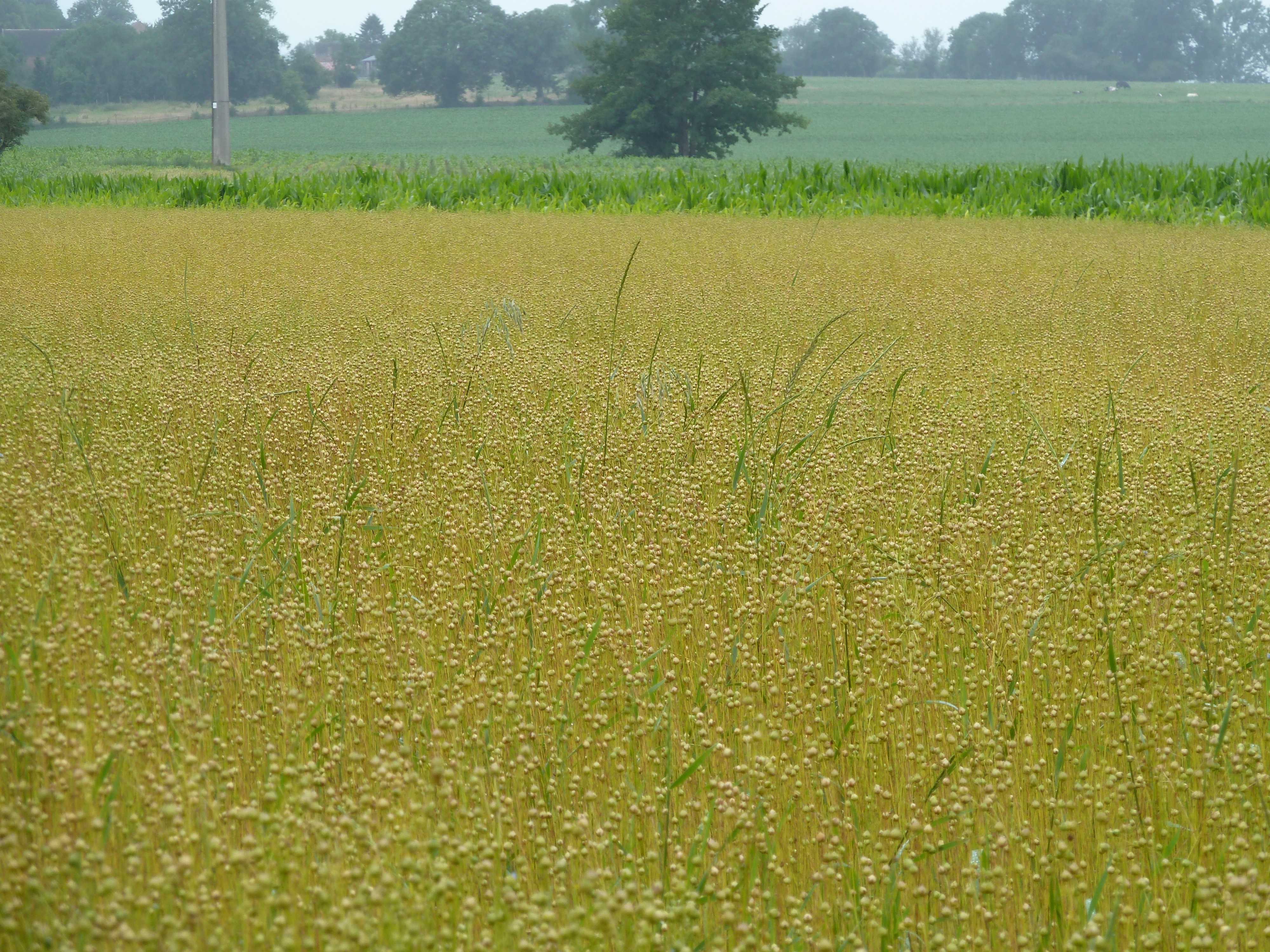
Een veld met vlas
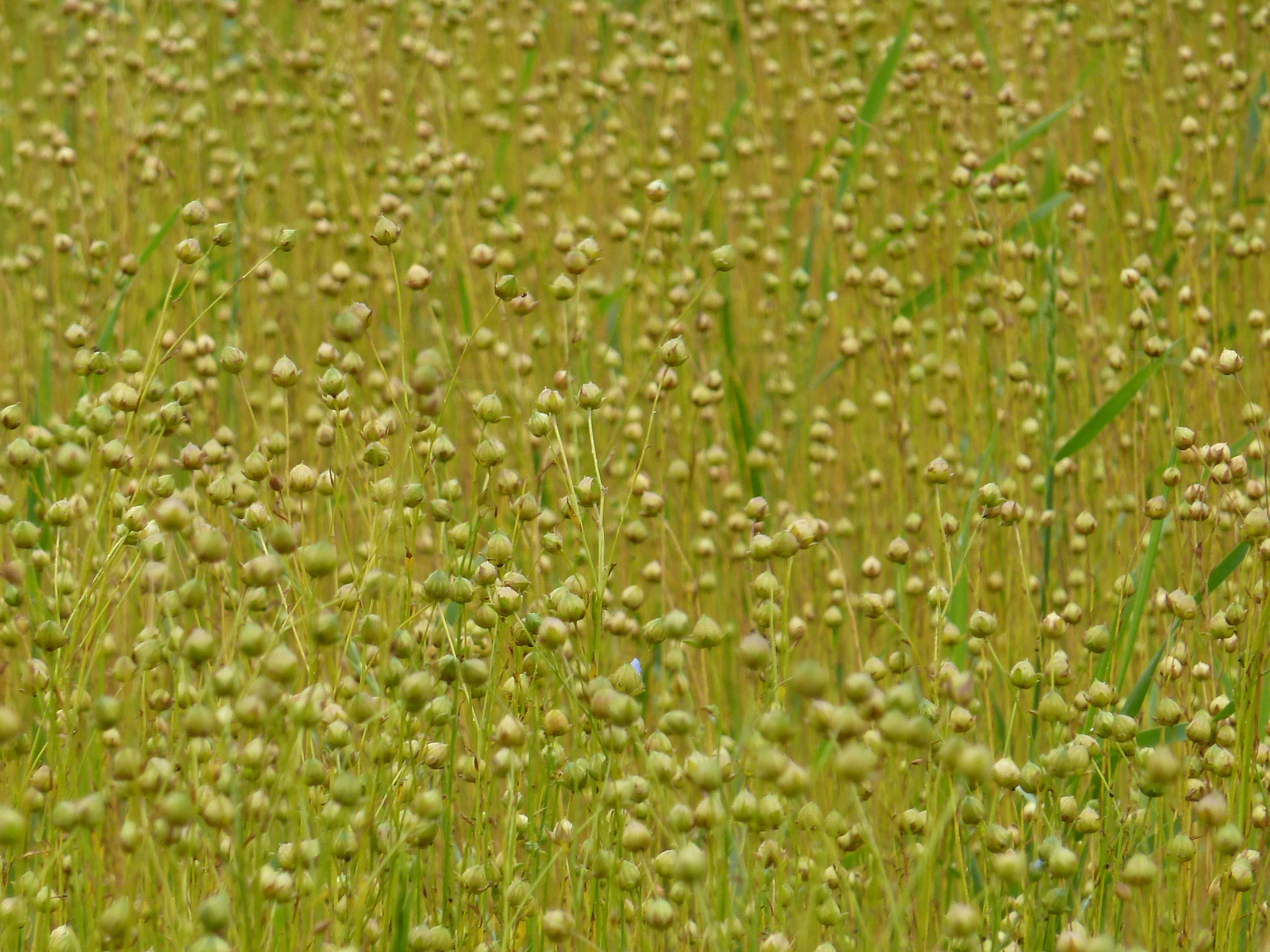
Ingezoomd vlasveld
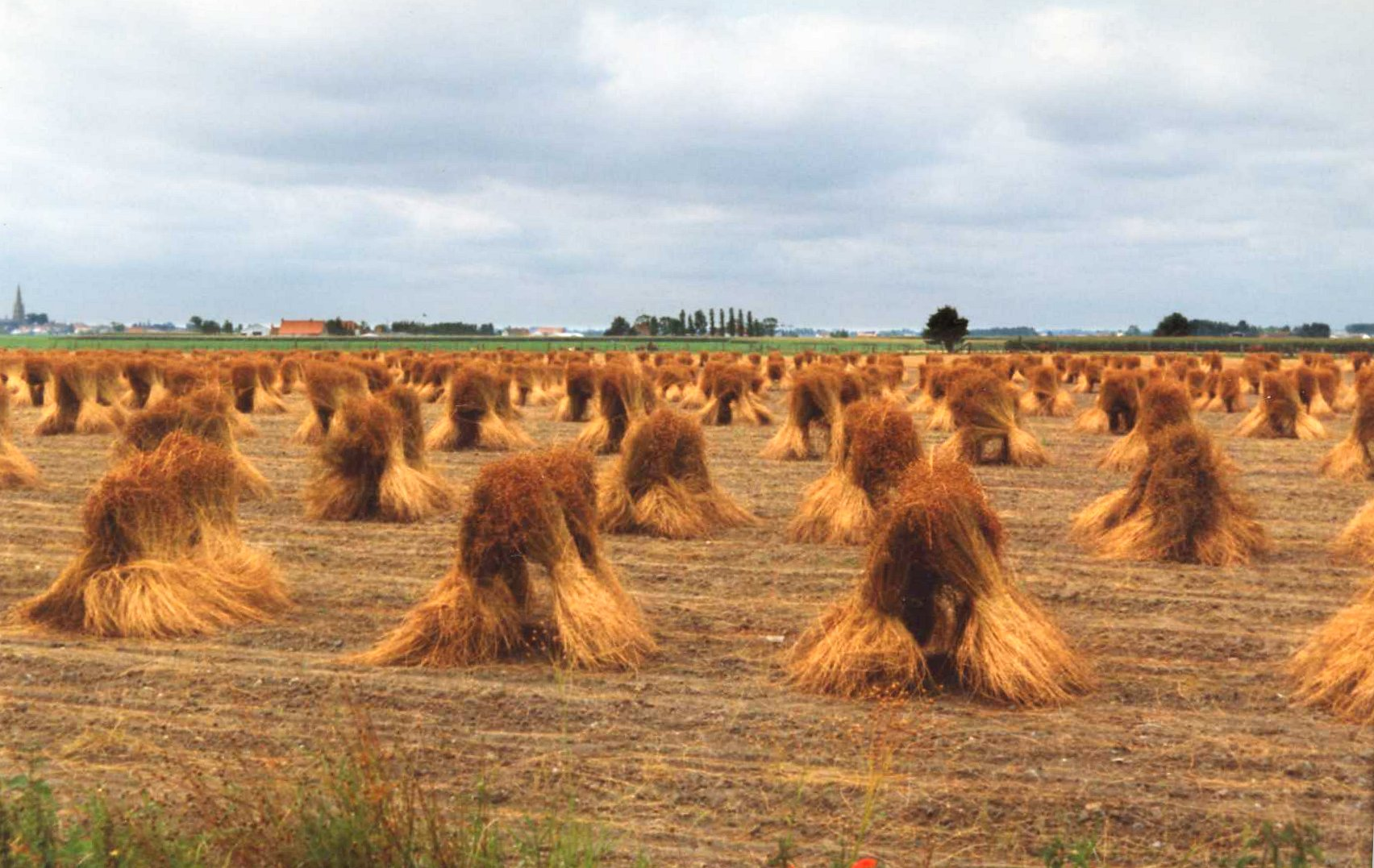
Drogend vlas op schoven
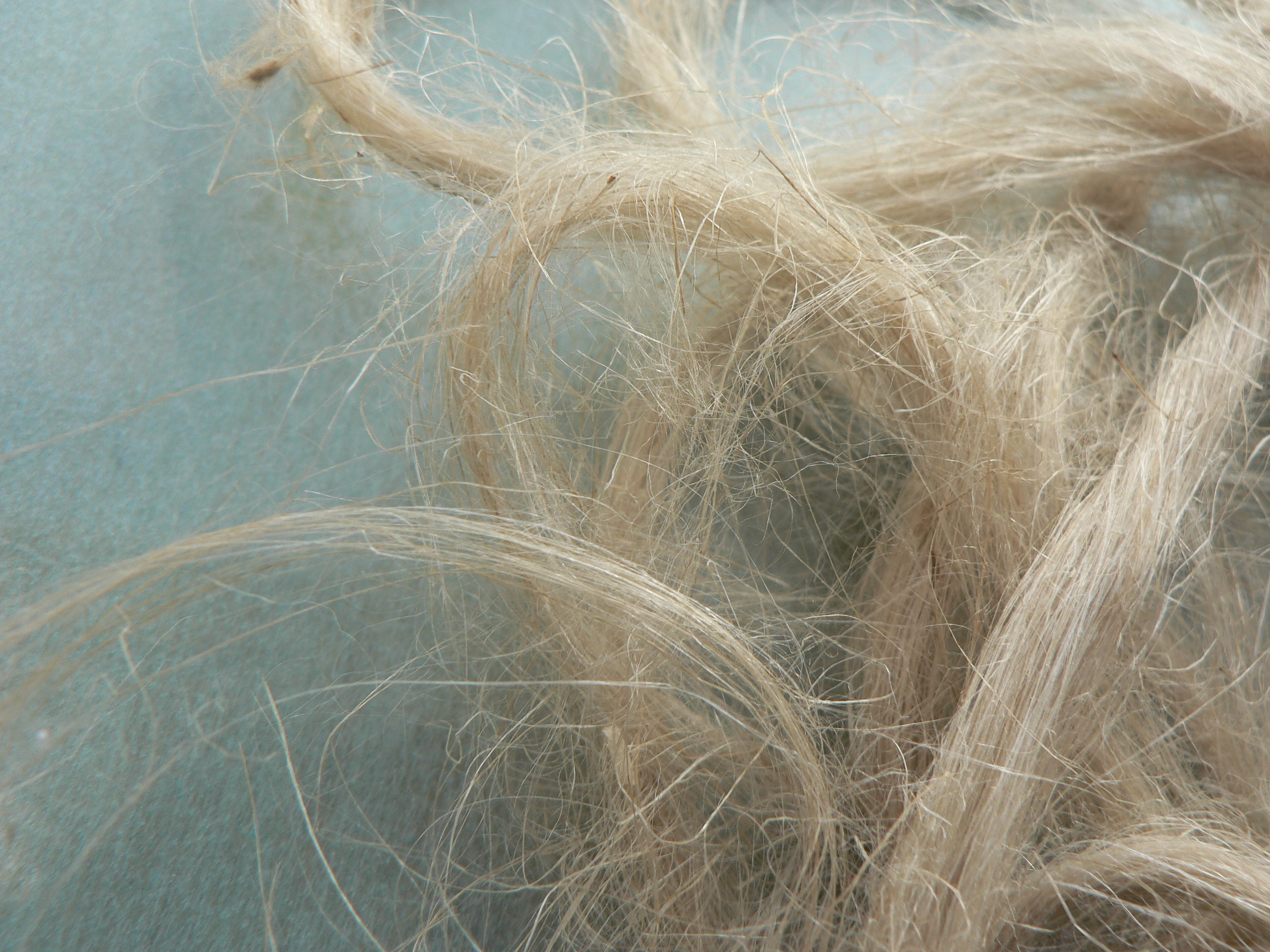
Vlasvezels
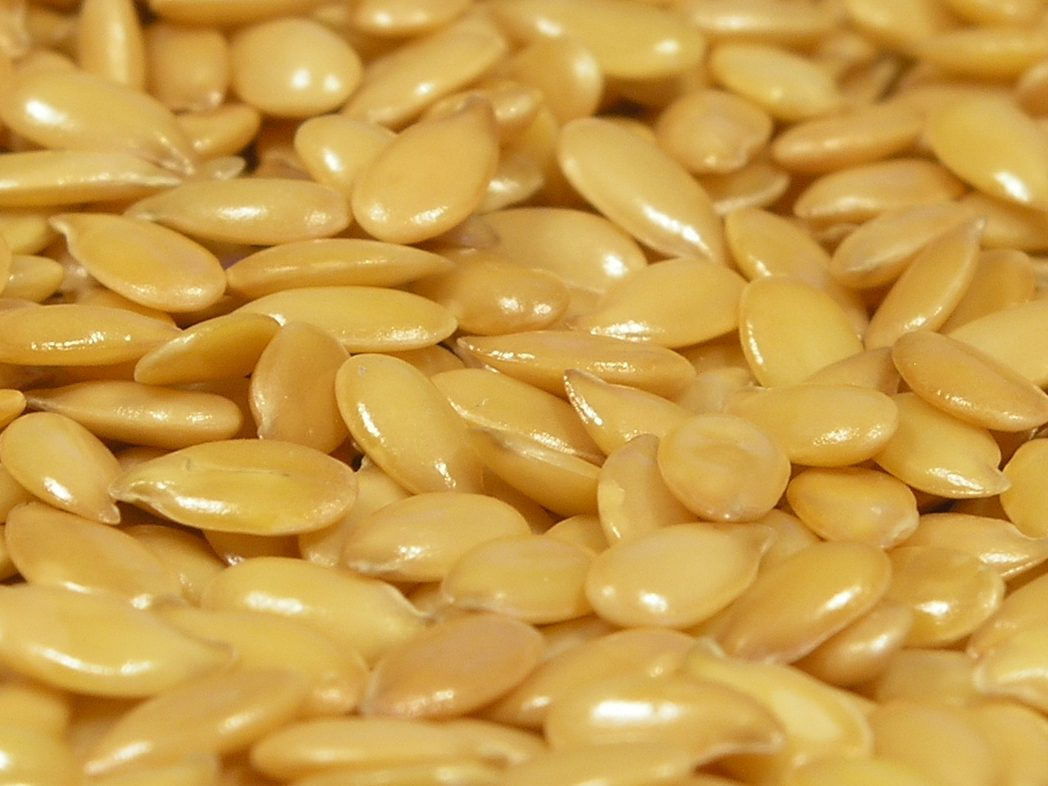
Vlaszaad
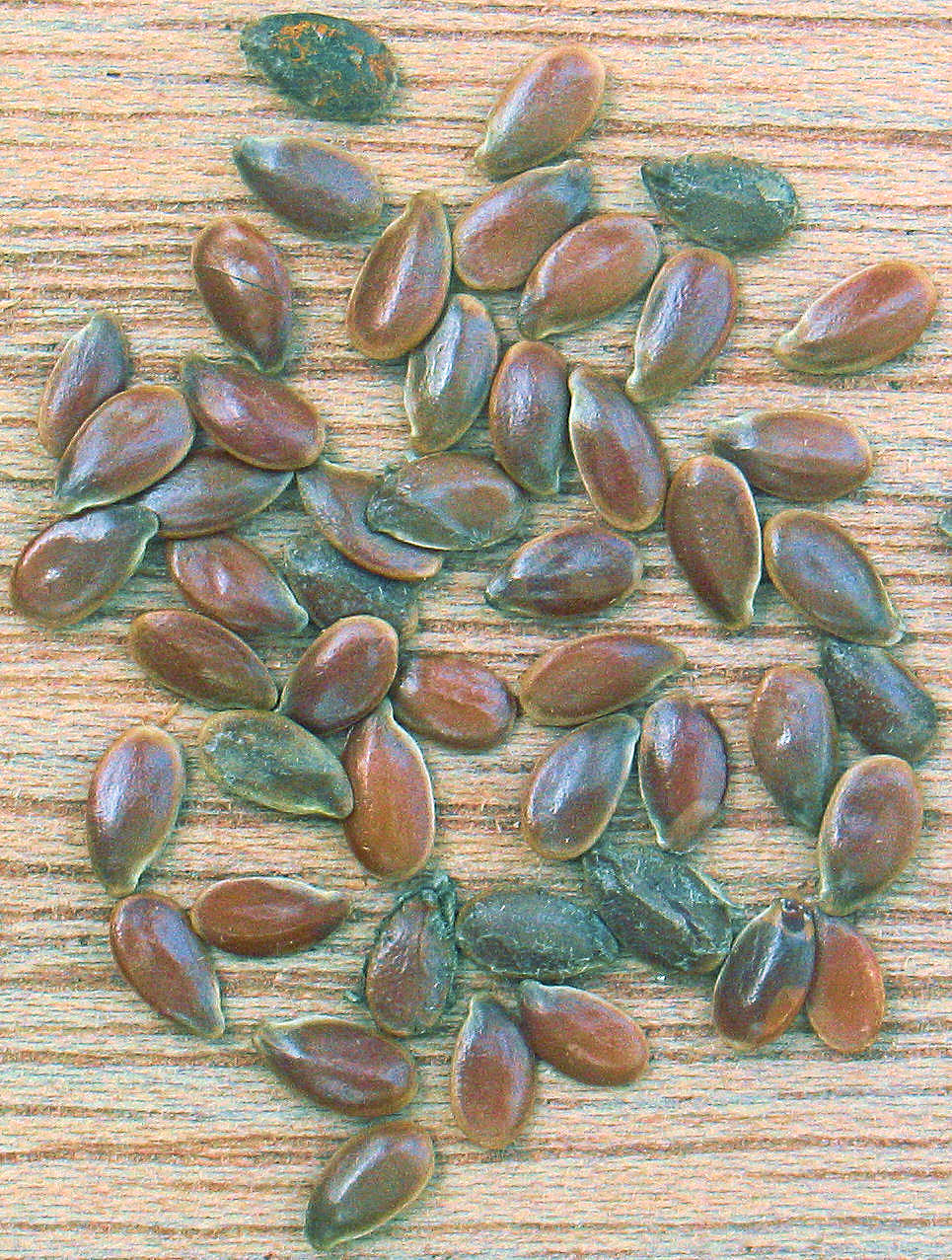
Olievlaszaden: bevatten een grote hoeveelheid essentiële vetzuren
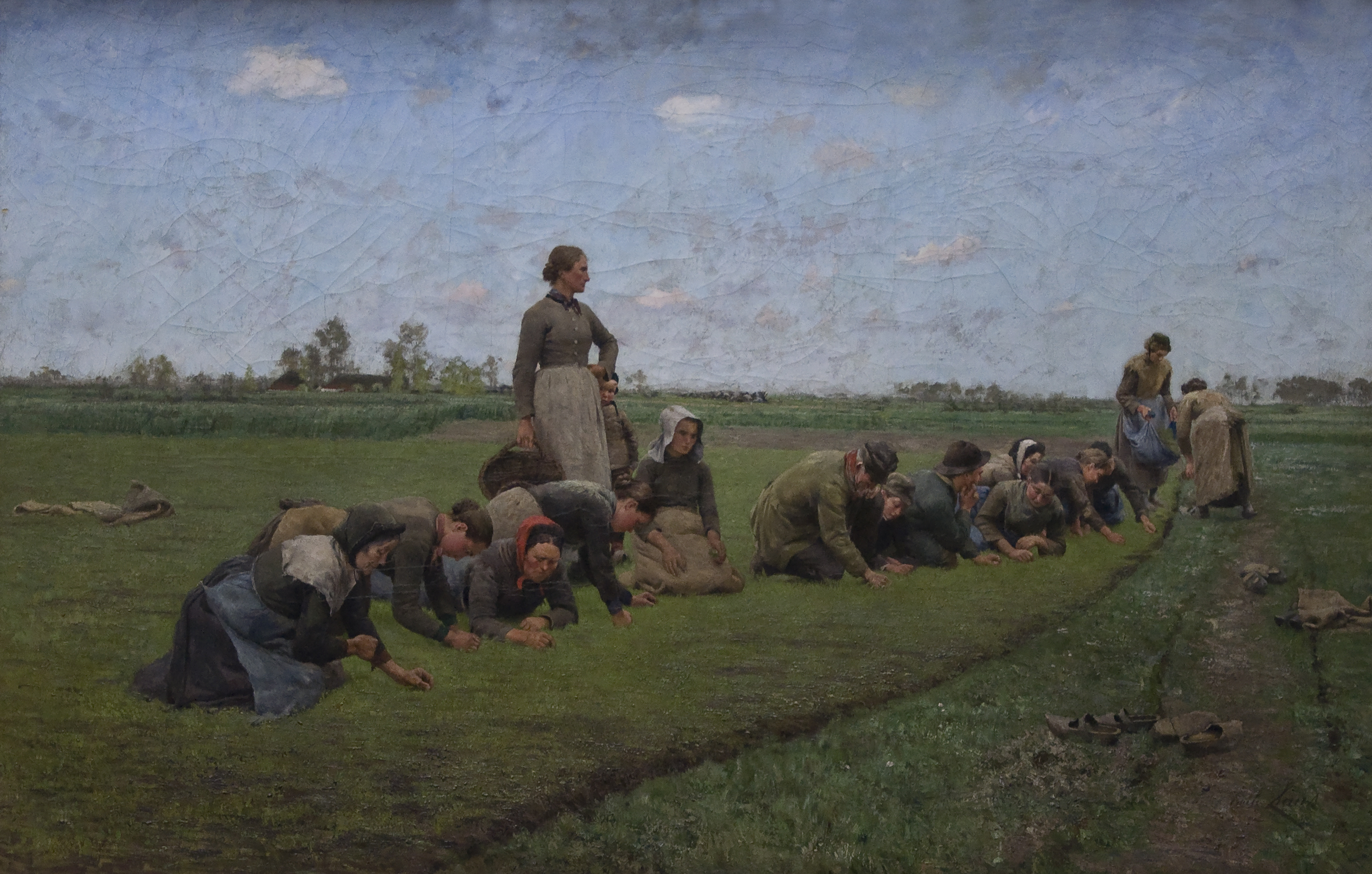
Vlaswieden in Vlaanderen (1887) door Emile Claus
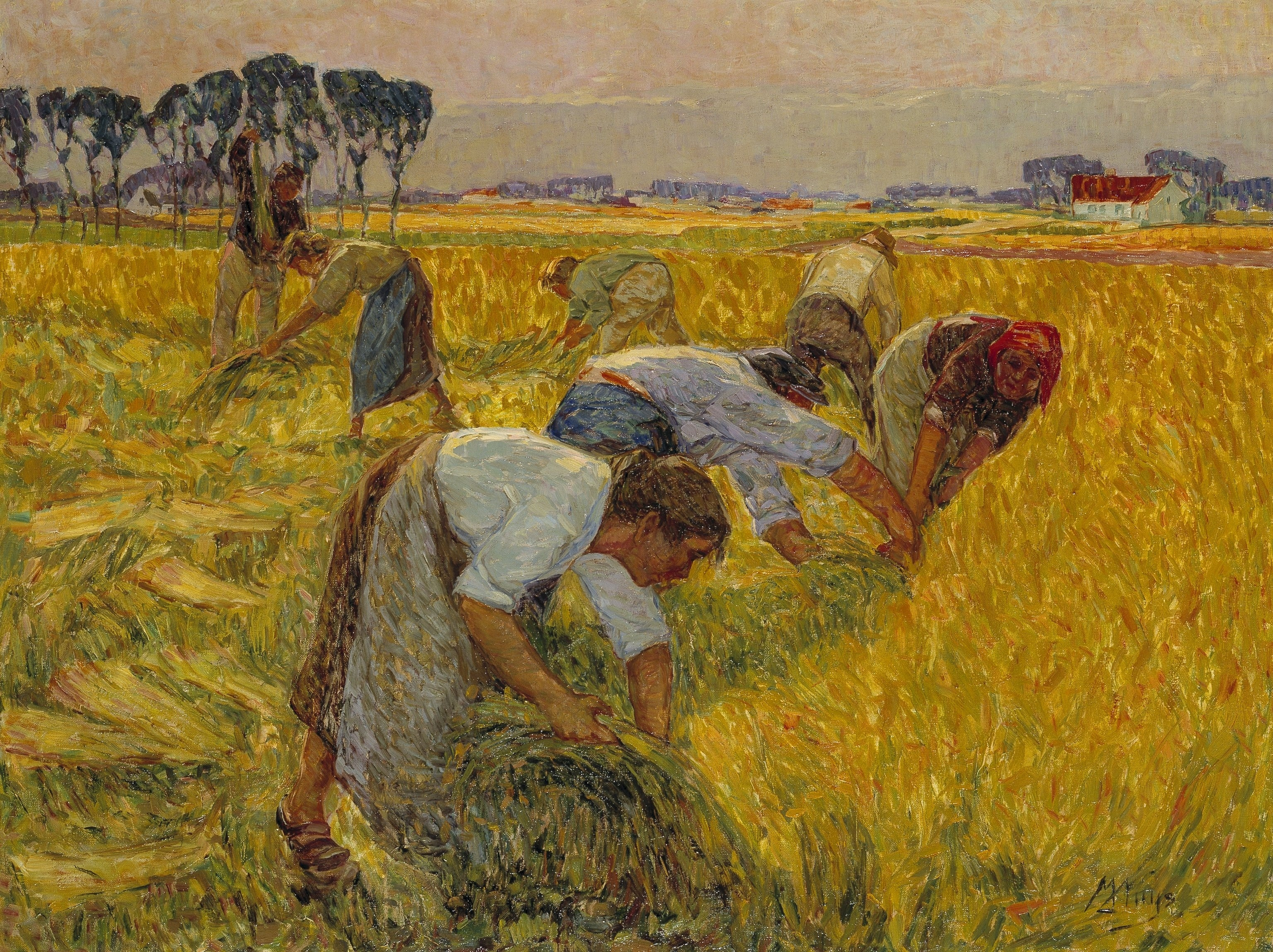
Vlasoogst (1925) door Modest Huys
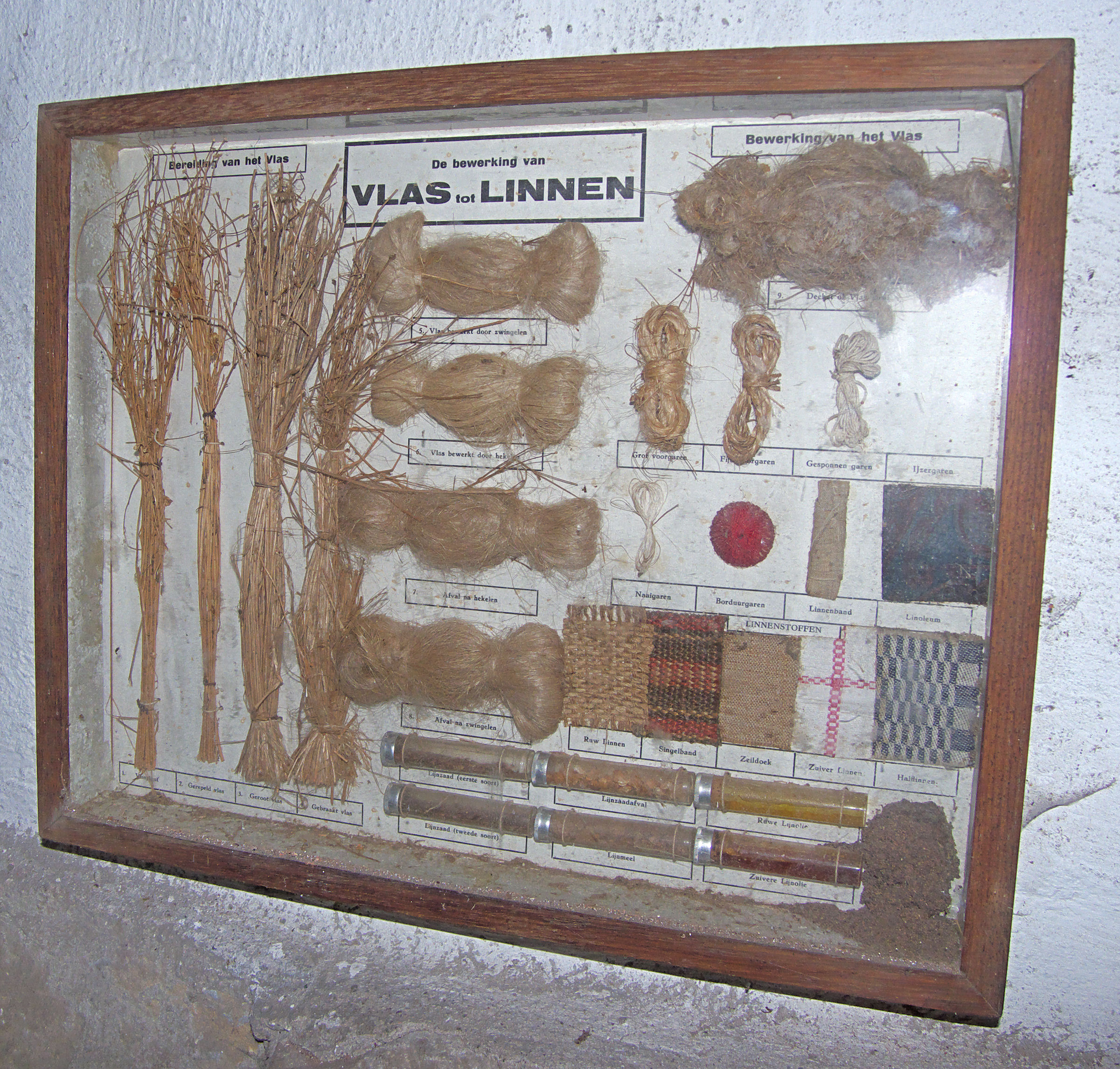
Vlasproducten
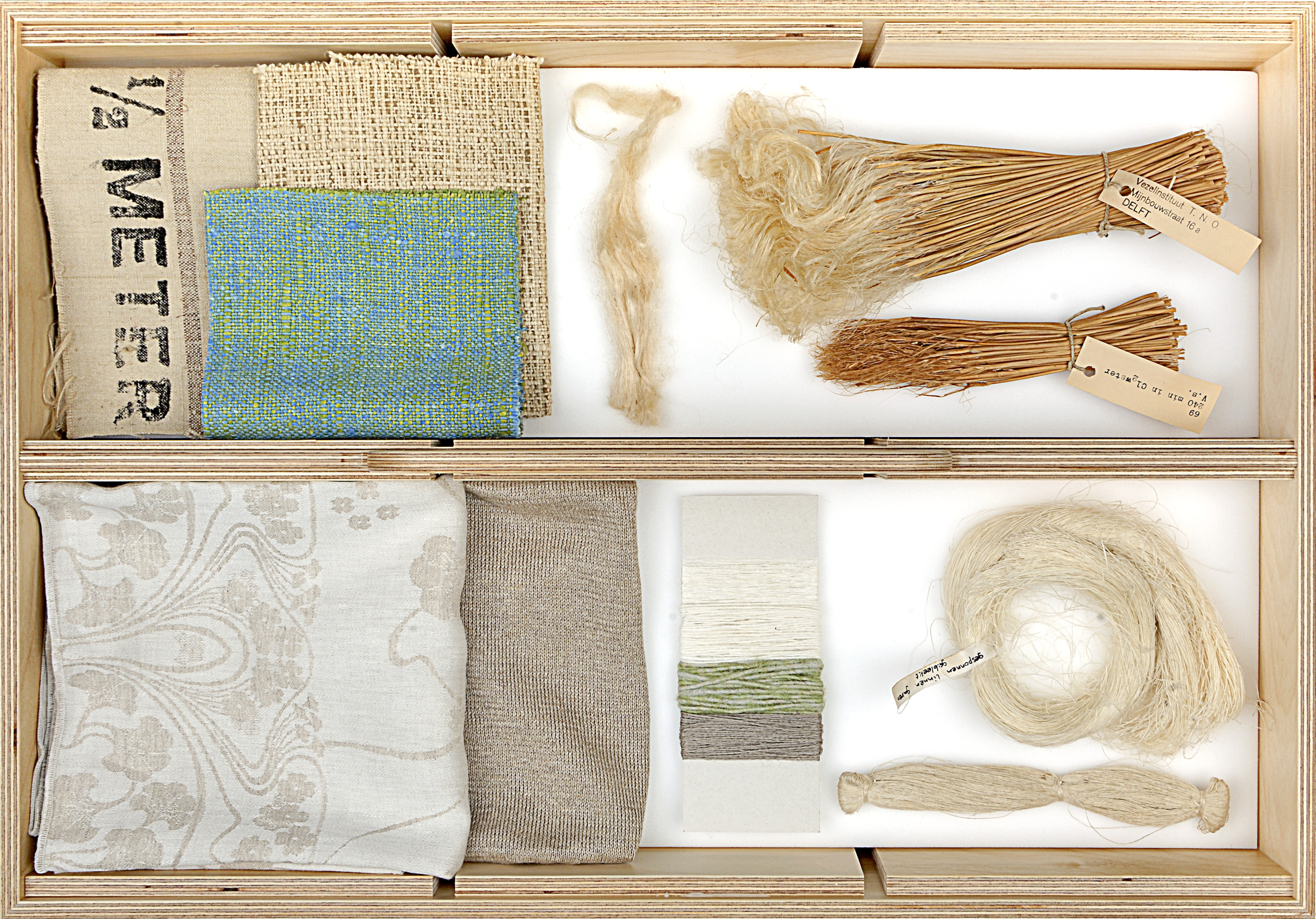
Vlas (linnen), vlasstengels, half bewerkte vlasstengels, vlasvezel,- garen, geweven en gebreide textiel van vlas, lade textielwarenkast, TextielMuseum Tilburg
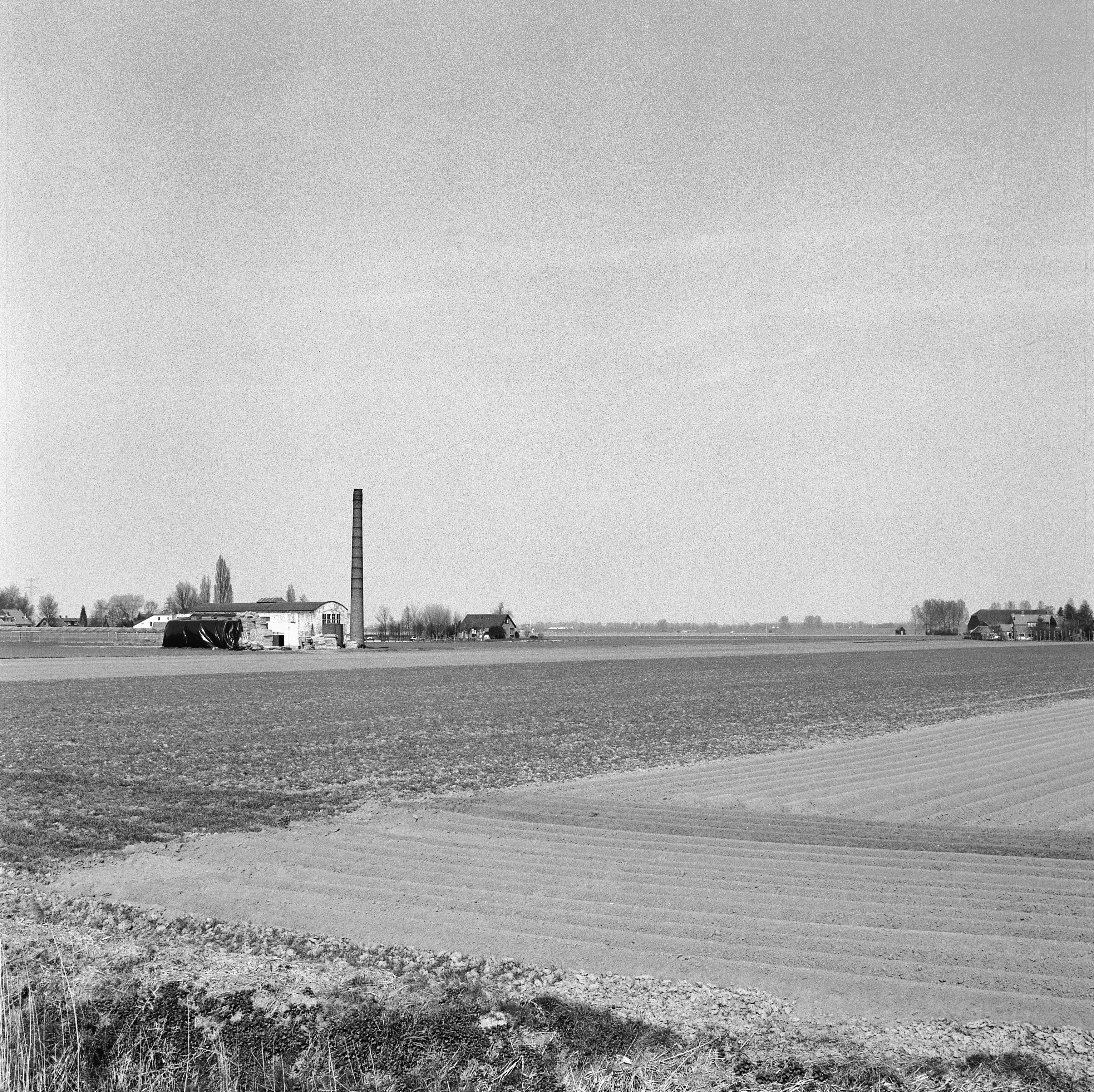
Vlasroterij met schoorsteen in Strijen, Hoeksche Waard (1996)